# Peter Luke
Peter Luke (St Albans, 12 agosto 1919 – Cadice, 23 gennaio 1995) è stato uno scrittore, editore e produttore cinematografico britannico.

## Biografia
Peter Luke è nato a St Albans, figlio del diplomatico inglese Harry Luke. Ha frequentato una scuola d'arte per due anni prima della seconda guerra mondiale, è stato insignito del Military Cross. Successivamente lavorò nella televisione britannica. Nel 1959 ha adattato Hadrian VII, un racconto di Frederick Rolfe, pubblicato nel 1967.
È morto nel 1995 a Cadice, in Spagna.

## Opere
- 1967: Hadrian the Seventh
- 1974: Bloomsbury
- 1977: Rings For A Spanish Lady
- 1978: Proxopera
- 1985: Married Love: The Apotheosis Of Marie Stopes
- 1987: Yerma